# FC ViOn Zlaté Moravce
FC ViOn Zlaté Moravce is een Slowaakse voetbalclub uit Zlaté Moravce.
De club speelde vanaf haar oprichting in 1995 tot 2004 in diverse regionale competities en van 2004 tot 2007 in de Slowaakse tweede divisie. In 2007 promoveerde FC ViOn naar de Corgoň Liga en won het ook de Slowaakse beker door FC Senec in de finale met 4-0 te verslaan. Daardoor plaatste de club zich voor de eerste kwalificatieronde van de UEFA Cup. In 2024 degradeerde de club naar de 2. Liga.

## Erelijst
- Beker van Slowakije

2007
- 1. slovenská futbalová liga

2010

## Eindklasseringen
| Seizoen   | №         | Clubs     | Divisie      | Duels     | Winst     | Gelijk    | Verlies   | Doelsaldo | Punten    | Tsch      |
| Slowakije | Slowakije | Slowakije | Slowakije    | Slowakije | Slowakije | Slowakije | Slowakije | Slowakije | Slowakije | Slowakije |
| --------- | --------- | --------- | ------------ | --------- | --------- | --------- | --------- | --------- | --------- | --------- |
| 2004–2005 | 12        | 16        | 1. liga      | 30        | 9         | 10        | 11        | 32–37     | 37        | 1.399     |
| 2005–2006 | 8         | 16        | 1. liga      | 30        | 14        | 6         | 10        | 33–25     | 48        | 1.163     |
| 2006–2007 | 3         | 12        | 1. liga      | 22        | 12        | 4         | 6         | 28–19     | 40        | 1.605     |
| 2007–2008 | 11        | 12        | Corgoň Liga  | 33        | 6         | 7         | 20        | 22–66     | 25        | 2.362     |
| 2008–2009 | 12        | 12        | Corgoň Liga  | 33        | 5         | 8         | 20        | 21–63     | 23        | 2.144     |
| 2009–2010 | 1         | 12        | 1. liga      | 27        | 18        | 5         | 4         | 54–21     | 59        | 1.102     |
| 2010–2011 | 6         | 12        | Corgoň Liga  | 33        | 12        | 10        | 11        | 35–31     | 46        | 1.779     |
| 2011–2012 | 7         | 12        | Corgoň Liga  | 33        | 11        | 8         | 14        | 34–43     | 41        | 1.861     |
| 2012–2013 | 8         | 12        | Corgoň Liga  | 33        | 11        | 8         | 14        | 42–43     | 41        | 1.565     |
| 2013–2014 | 10        | 12        | Corgoň Liga  | 33        | 11        | 5         | 17        | 36–47     | 38        | 1.531     |
| 2014–2015 | 10        | 12        | Fortuna Liga | 33        | 8         | 8         | 17        | 27–54     | 32        | 1.164     |
| 2015–2016 | 9         | 12        | Fortuna Liga | 33        | 7         | 10        | 16        | 38–57     | 31        | 1.304     |

## In Europa
#Q = #kwalificatieronde, T/U = Thuis/Uit, W = Wedstrijd, PUC = punten UEFA coëfficiënten .
Uitslagen vanuit gezichtspunt FC ViOn Zlaté Moravce
| Seizoen | Competitie | Ronde | Land                | Club                     | Totaalscore | 1e W    | 2e W    | PUC |
| ------- | ---------- | ----- | ------------------- | ------------------------ | ----------- | ------- | ------- | --- |
| 2007/08 | UEFA Cup   | 1Q    | Vlag van Kazachstan | FC Almaty                | 4-2         | 3–1 (T) | 1–1 (U) | 1.5 |
|         |            | 2Q    | Vlag van Rusland    | FK Zenit Sint-Petersburg | 0-5         | 0–2 (T) | 0–3 (U) | 1.5 |

Totaal aantal punten voor UEFA coëfficiënten: 1.5
Zie ook:
- Deelnemers UEFA-toernooien Slowakije
- Ranglijst van alle clubs die in de diverse Europa Cups zijn uitgekomen

## Trainer-coaches[2]
- Jan Rosinsky (2007-2008)
- Ľubomír Moravčík (2008-2009)
- Štefan Horný (2008-2010)
- Juraj Jarábek (2010-)